# Actenomeros corniculaticaudus
Actenomeros corniculaticaudus är en tvåvingeart som beskrevs av Winterton, Irwin och Yeates 1999. Actenomeros corniculaticaudus ingår i släktet Actenomeros och familjen stilettflugor. Inga underarter finns listade i Catalogue of Life.